# Bagan Sinembah (plaats)
Bagan Sinembah is een bestuurslaag in het regentschap Rokan Hilir van de provincie Riau, Indonesië. Bagan Sinembah telt 4442 inwoners (volkstelling 2010).